# Rabid Neurosis
Rabid Neurosis (RNS) — организация по выпуску вареза MP3, основанная в 1996 году на наследии Compress 'Da Audio (CDA), первой группы по пиратству MP3. В 1999 году группа заявила, что выпускает более 6000 наименований в год. RNS иногда использовало слоган «Rabid Neurosis — распространяй эпидемию». RNS были наиболее известны тем, что выпускали долгожданные альбомы исполнителей хип-хопа, поп -музыки, рока и танцев за недели, а иногда и за месяцы до официальной даты релиза. Известно, что RNS внесла большой вклад в развитие mp3-сцены .
Последним релизом группы стал альбом Fall Out Boy 's Infinity on High, 19 января 2007 года.
9 сентября 2009 года четыре члена уже несуществующей группы были обвинены Министерством юстиции США в заговоре с целью нарушения авторских прав. Среди них были Адил Р. Кассим (который использовал псевдоним «Kali», а затем «Blazini»), Мэтью Д. Чоу («rl»), Бенни Л. Гловер («adeg») и Эдвард Л. Мохан II («MistaEd'»).). Адил Кассим принял на себя руководство группой в 2000 году после ухода бывшего лидера «Al_Capone» и ранее был участником других mp3-варезных групп HNA и RPB, прежде чем они объединились с RNS.
19 марта 2010 года Мэтью Чоу, идентифицированный как член группы, был признан невиновным в заговоре с целью совершения уголовного нарушения. Федеральные власти обвинили Чоу по одному пункту обвинения в заговоре с целью нарушения авторских прав, что влечёт максимальное наказание в виде пяти лет тюремного заключения и штрафа в размере 250 000 долларов. Из пяти других членов RNS Адил Кассим из Калифорнии также был признан невиновным. Четверо других членов RNS признали себя виновными в нарушении авторских прав.